# Королівський замок на Вавелі — Державне зібрання мистецтва
Королівський замок на Вавелі — Державне зібрання мистецтва (пол. Zamek Królewski на Wawelu - Panstwowe Zbiory Sztuki) — назва установи культури, що знаходиться у Кракові, Польща. Організація має державний статус музею і закладу культури. Адміністрація організації знаходиться на території Королівського замку на  Вавелі. Директор — д-р габ. Ян Островський  (Jan Juliusz Ostrowski, або Jan K. Ostrowski)

## Історія
Установа культури «Королівський замок на Вавелі — Державне зібрання мистецтва» було створено в 1945 році. В даний час організація діє на основі Статуту, зареєстрованого Міністерством культури (Dz. Urz. MKiDN NR 4 poz. 7 від 2000 року).
«Королівський замок на Вавелі — Державне зібрання мистецтва» зареєстровано в реєстрі Національних закладів культури (№ 21/92) і  Державному реєстрі музеїв (№ 16/98).

## Діяльність
Як зазначено в главі № 1 Статуту метою організація є збереження Королівського замку на Вавелі, що є історичним пам'ятником найвищого рангу, релігійною і культурною спадщиною польського народу, елементом Всесвітньої спадщини. Організація прагне відтворити історичне значення Вавеля у різних аспектах, щоб включити його в сучасне життя польського суспільства. Ці цілі реалізуються за допомогою таких засобів:
- Збирання та збереження ретельно відібраних творів мистецтва та історичних пам'яток;
- Діяльність по збереженню та консервації відібраних творів мистецтва і пам'ятників;
- Поширення в Польщі та за кордоном інформації про Вавель;
- Організація та проведення наукових симпозіумів та конференцій;
- Видавнича, виховна та інформаційна діяльність;
- Підтримання в належному стані пам'яток культури, що знаходяться під управлінням організації.

## Філії
- Замок в Пєсковій Скалі.
- Садиба в ґміні Стришув.